# Júlio César da Silva e Souza
Júlio César da Silva e Souza (n. 26 februarie 1980, Itaguaí, Rio de Janeiro, Brazilia) este un fotbalist brazilian care evoluează la clubul de fotbal Gaziantepspor.
A jucat în sezonul Liga I 2008-2009 la Rapid București, înscriind 4 goluri în 20 de meciuri, dar i-a fost reziliat contractul din cauza salariului prea mare.

## Titluri
Fluminense
- Campeonato Carioca: 2002

Lokomotiv Moscova
- Prima Ligă Rusă: 2002
- Supercupa Rusiei: 2003